# Alberto da Costa Pereira
Alberto da Costa Pereira (Nacala, Moçambic, 22 de desembre de 1929 – Lisboa, Portugal, 25 d'octubre de 1990) fou un porter de futbol portuguès.

## Carrera esportiva
Nascut a Moçambic, quan era colònia portuguesa, d'una família colonial blanca, començà la seva carrera al Ferroviário de Lourenço Marques, traslladant-se a Portugal el 1954/55 per fitxar pel Benfica. En aquest club hi romangué durant 12 anys fins a la seva retirada la temporada 1966-67.
Formà un gran equip amb companys com José Águas, Germano, Mário Coluna i Eusébio, tant al Benfica com a la selecció de futbol de Portugal, amb la qual disputà 22 partits, inclosa la classificació de la Copa del Món de Futbol de 1966 on la seva selecció finalitzà en tercera posició.
Va jugar com a titular la final de la Copa d'Europa de 1961, que el Benfica va guanyar contra el FC Barcelona per 3 a 2 al Wankdorf Stadium de Berna, la primera final de la Copa d'Europa que jugaven qualsevol dels dos equips. També va jugar com a titular la final de la Copa d'Europa de 1962, que el Benfica va guanyar contra el Reial Madrid per 5 a 3 a l'Estadi Olímpic d'Amsterdam, la segona victòria consecutiva de l'equip portuguès en la competició. També fou titular a la final de la Copa d'Europa de 1963, que el Benfica va perdre contra l'AC Milan per 2 a 1 a l'estadi de Wembley a Londres, una derrota que va trencar una ratxa consecutiva de dues victòries portugueses a la Copa d'Europa, i que representà també la primera victòria italiana en la competició. Va jugar com a titular la final de la Copa d'Europa de 1965, que el Benfica va perdre contra l'Inter de Milà per 0 a 1 a San Siro, la segona victòria consecutiva de l'Inter en la competició.

## Palmarès
- Copa d'Europa de futbol: (2)
  - 1961 i 1962
- Lliga portuguesa de futbol: (7)
  - 1954/55, 1959/60, 1960/61, 1962/63, 1963/64, 1964/65 i 1966/67
- Copa portuguesa de futbol: (5)
  - 1955, 1957, 1959, 1962 i 1964